# 藤本閑作
藤本 閑作（ふじもと かんさく、1867年11月26日（慶応3年11月1日）- 1936年（昭和11年）12月12日）は、明治から昭和初期の政治家、実業家、銀行家。宇部銀行頭取。貴族院多額納税者議員。族籍は山口県士族。

## 経歴
藤本蔓平の長男として後の長門国厚狭郡宇部村（現在の山口県宇部市）に生まれた。岩国の東沢瀉塾で学んだ。漢学を修めた。1877年（明治10年）7月に家督を相続する。
1896年（明治29年）以降、石炭鉱業を経営し、宇部電気、宇部銀行、宇部鉄工所各取締役、宇部村信用購買販売組合理事のほか、宇部商工会議所議員、防長林業、宇部セメント（後の宇部興産、現在のUBE/UBE三菱セメント）各取締役、大和護謨栽培監査役などを務める。
ほか、地方自治において、宇部村会議員、都市計画山口地方委員会委員などを務め、1918年（大正7年）山口県多額納税者として貴族院議員に互選され、同年9月29日から1925年（大正14年）9月まで1期在任した。1922年（大正11年）宇部市制施行後は宇部市会議員に選出された。

## 家族・親族
藤本家
- 父・蔓平（山口士族）[2][3][4]
- 妻・ツネ（1868年 - ?、山口士族、国吉明信の長女）[2][3][4]
- 長男・政郎（1889年 - ?）[4]
  - 同妻・豊子（1899年 - ?、山口士族、岩田博蔵の長女）[3]
- 長女[4]
- 四女[3]
- 孫[4]